# Saison 2018 de l'équipe cycliste Delko-Marseille Provence-KTM
La saison 2018 de l'équipe cycliste Delko-Marseille Provence-KTM est la trente-cinquième de cette équipe.

## Préparation de la saison 2018

### Arrivées et départs
| Arrivées                 | Équipe 2017             |
| ------------------------ | ----------------------- |
| Lucas De Rossi           |                         |
| Iuri Filosi              | Nippo-Vini Fantini      |
| Brenton Jones            | JLT - Condor            |
| Przemysław Kasperkiewicz | An Post-Chainreaction   |
| Jérémy Leveau            | Roubaix-Lille Métropole |
| Nikolay Mihaylov         | CCC Sprandi-Polkowice   |
| Javier Moreno            | Bahrain-Merida          |
| Julien Trarieux          | AVC Aix-en-Provence     |

| Départs                | Équipe 2018                                 |
| ---------------------- | ------------------------------------------- |
| Mikel Aristi           | Euskadi Basque Country-Murias               |
| Daniel Díaz            | Sindicato de Empleados Publicos de San Juan |
| Benjamin Giraud        | retraite                                    |
| Thierry Hupond         | retraite                                    |
| Asbjørn Kragh Andersen | Virtu Cycling                               |
| Martin Laas            | Illuminate                                  |
| Romain Lemarchand      | retraite                                    |
| Quentin Pacher         | Vital Concept                               |

## Coureurs et encadrement technique

### Effectif
| Cycliste                 | Date de naissance | Nationalité | Équipe 2017                  |  |
| ------------------------ | ----------------- | ----------- | ---------------------------- |  |
| Joseph Areruya           | 1er janvier 1996  | Rwanda      | Dimension Data for Qhubeka   |  |
| Romain Combaud           | 1er avril 1991    | France      | Delko-Marseille Provence-KTM |  |
| Lucas De Rossi           | 16 août 1995      | France      | VC La Pomme-Marseille        |  |
| Rémy Di Grégorio         | 31 juillet 1985   | France      | Delko-Marseille Provence-KTM |  |
| Julien El Fares          | 1er juin 1985     | France      | Delko-Marseille Provence-KTM |  |
| Delio Fernández          | 17 février 1986   | Espagne     | Delko-Marseille Provence-KTM |  |
| Iuri Filosi              | 17 janvier 1992   | Italie      | Nippo-Vini Fantini           |  |
| Mauro Finetto            | 10 mai 1985       | Italie      | Delko-Marseille Provence-KTM |  |
| Alexis Guérin            | 6 juin 1992       | France      | Girondins de Bordeaux (2018) |  |
| Brenton Jones            | 12 décembre 1991  | Australie   | JLT - Condor                 |  |
| Przemysław Kasperkiewicz | 1er mars 1994     | Pologne     | An Post-Chainreaction        |  |
| Jérémy Leveau            | 17 avril 1992     | France      | Roubaix-Lille Métropole      |  |
| Ángel Madrazo            | 30 juillet 1988   | Espagne     | Delko-Marseille Provence-KTM |  |
| Yannick Martinez         | 4 mai 1988        | France      | Delko-Marseille Provence-KTM |  |
| Nikolay Mihaylov         | 8 avril 1988      | Bulgarie    | CCC Sprandi-Polkowice        |  |
| Javier Moreno            | 18 juillet 1984   | Espagne     | Bahrain-Merida               |  |
| Jhon Anderson Rodríguez  | 12 octobre 1996   | Colombie    | Delko-Marseille Provence-KTM |  |
| Evaldas Šiškevičius      | 30 décembre 1988  | Lituanie    | Delko-Marseille Provence-KTM |  |
| Gatis Smukulis           | 15 avril 1987     | Lettonie    | Delko-Marseille Provence-KTM |  |
| Julien Trarieux          | 19 août 1992      | France      | AVC Aix-en-Provence          |  |
| Stagiaire                | Date de naissance | Nationalité | Équipe 2018                  |  |
| Alessandro Fedeli        | 2 mars 1996       | Italie      | Trevigiani-Phonix-Hemus 1896 |  |
| Robin Meyer              | 22 mars 1996      | France      | AVC Aix-en-Provence          |  |
| Rémy Rochas              | 18 mai 1996       | France      | Bourg-en-Bresse Ain          |  |

## Bilan de la saison

### Victoires
| Date       | Course                                    | Pays                | Classe | Vainqueur        |
| ---------- | ----------------------------------------- | ------------------- | ------ | ---------------- |
| 16/01/2018 | 2e étape de la Tropicale Amissa Bongo     | Gabon               | 2.1    | Brenton Jones    |
| 19/01/2018 | 5e étape de la Tropicale Amissa Bongo     | Gabon               | 2.1    | Brenton Jones    |
| 27/01/2018 | Classement général du Sharjah Tour        | Émirats arabes unis | 2.1    | Javier Moreno    |
| 10/02/2018 | 2e étape du Tour La Provence              | France              | 2.1    | Rémy Di Grégorio |
| 19/05/2018 | 2e étape du Tour de l'Ain                 | France              | 2.1    | Javier Moreno    |
| 23/06/2018 | Championnat du Rwanda du contre-la-montre | Rwanda              | NC     | Joseph Areruya   |
| 1/07/2018  | Championnat de Bulgarie sur route         | Bulgarie            | NC     | Nikolay Mihaylov |
| 23/07/2018 | 2e étape du Tour du lac Qinghai           | Chine               | 2.HC   | Brenton Jones    |

### Résultats sur les courses majeures
Les tableaux suivants représentent les résultats de l'équipe dans les principales courses du calendrier international dans lesquelles l'équipe bénéficie d'une invitation (les cinq classiques majeures et les trois grands tours). Pour chaque épreuve est indiqué le meilleur coureur de l'équipe, son classement ainsi que les accessits glanés par Fortuneo-Vital Concept sur les courses de trois semaines.

#### Classiques
| Classique            | Milan-San Remo | Tour des Flandres | Paris-Roubaix | Liège-Bastogne-Liège | Tour de Lombardie |
| -------------------- | -------------- | ----------------- | ------------- | -------------------- | ----------------- |
| Coureur (classement) |                |                   |               |                      |                   |

#### Grands tours
| Grand tour           | Tour d'Italie | Tour de France | Tour d'Espagne |
| -------------------- | ------------- | -------------- | -------------- |
| Coureur (classement) |               |                |                |
| Accessits            | -             | -              | -              |